# あまなつ
『あまなつ 〜あるまなつのはじめてのお話〜』（あまなつ あるまなつのはじめてのおはなし）は、2006年6月23日にチュアブルソフトより発売された18禁美少女ゲームである。

## ストーリー
（出典：）
主人公・常盤彼方は9年ぶりに、幼い時を過ごした海部ヶ瀬（あまがせ）へ帰ってきた。9年ぶりに踏んだ海辺の街は、既に夏の気配を携えていた。
海部ヶ瀬で彼方は、幼い頃に遊んだ従妹・綾瀬真魚と再会し、彼女との同居を始める。海部ヶ瀬にあるミッションスクール・海部ヶ瀬学園に彼方は転入し、可愛らしいお嬢様・御薗木桜子、凛々しい先輩・風見涼夏、そして優しい先生・ソフィア・由花里・三島と出会う。
やがて街では地元の祭りである翠鱗祭（すいりんさい）の準備が始まり、彼方はヒロインたちと様々な初めてを体験していく。

## 登場人物

### メインキャラクター
常盤 彼方（ときわ かなた）
9年ぶりに海部ヶ瀬に訪れた主人公。文武両道な優等生であるが、幼い頃のトラウマにより泳ぐことを苦手としている。
綾瀬 真魚（あやせ まお）
声 - 高城琉依
身長：156cm B/W/H 81/56/82
9年ぶりに彼方と再会した幼なじみ。彼方の従妹でもある。赤毛をポニーテールに結んでいる。泳ぐのが好きだが水泳部には入っていない。男友達は多いが、誰とも恋愛関係までには至っていない。
御薗木 桜子（みそのぎ さくらこ）
声 - 岩泉まい
身長：144cm B/W/H 75/53/77
彼海部ヶではよく知られた名家の少女。瀬方の後輩にあたる。学園の聖歌隊に所属し、歌がとても上手い。彼方は彼女の兄に似ているようで、彼方を「兄様」と呼んでいる。
風見 涼夏（かざみ すずか）
声 - 計名さや香
身長：163cm B/W/H 92/60/89
桜子の実質的な保護者にあたる、彼方の先輩。学園では看護科を専攻している。黒髪と眼鏡が似合う知的な先輩であり、下級生からは「お姉様」と呼ばれて慕われている。自分にも他人にも厳しい性格であるが、恋愛事には疎いため、恋話を聞くとすぐに赤面してしまう。
ソフィア・由花里・三島（そふぃあ・ゆかり・みしま）
声 - 奥山歩
身長：156cm B/W/H 75/53/77
学園のシスターで、彼方の担任教師。いわゆる天然な性格である。「神様と結婚した」と言い張り、操を守っている。シスターらしく優しい性格をしており、学生から信頼されている。
はるさめ
声 - 金松由花
彼方が久世島で保護した少女。どこか遠くの国からやってきたらしいが、詳細は謎に包まれている。

### サブキャラクター
大津 奈美（おおつ なみ）
声 - 永井ちひろ
彼方や真魚のクラスメート。大家族の長女という境遇なためか、面倒見がいい。コンビニに売っているお菓子が好物であり、いつも食している。喫茶店「ポッツォ」の店長に気があるようだが、彼は妻子持ちである。
海野 紗智（うみの さち）
声 - 谷中麻衣
彼方や真魚のクラスメート。水泳部に所属している。真面目に努力をしているが、趣味で水泳をやっている真魚に勝てず、彼女に対して対抗意識を燃やしている。噂好きであり、独自の情報網を持っている。涼夏にあこがれ、慕っている。
二ノ宮 空（にのみや そら）
声 - 原田友貴
彼方の幼なじみその2。街へ出てはナンパをしているが、端正な顔立ちであるにもかかわらずなぜか成功しない。周囲には不良のように思われているが、友情に厚く義理堅い性格をしている。様々な局面で彼方をサポートしてくれる。
ポッツォの店長
声 - 永倉仁八
妻であり、現在は身重の香織と喫茶店「ポッツォ」を切り盛りしている。料理の腕は確かで、彼の作るパスタとデザートは人気である。物静かで落ち着いた性格をしている。奈美の憧れの人でもある。
香織（かおり）
ポッツォの店長の妻。そろそろ赤ちゃんが生まれる。学園時代からソフィアの友達。ソフィアや彼方、店に出入りする学生たちをからかうのが日課である。
綾瀬 さより（あやせ-）
真魚の祖母。彼方とはるさめを綾瀬家へ居候させた。栄江荘という民宿を営んで生計を立てている。
クリストファ・シンプソン
学園の園長であり、ソフィアの祖父である神父で、学園で園長を務めている。笑顔を絶やさない人柄をしている。
綾瀬 太一（あやせ たいち）
声 - 滝沢アツヤ
彼方の伯父であり、真魚の祖父。海部ヶ瀬で漁師として働いている。過去に行方不明となったときに、幼子の真魚を連れて帰ってきた。9年前にももう一度行方不明になっており、それ以降誰も姿を見ていない。

## 批評・反響
本作のリリース後、ゲーム作品などの販売を行うGetchu.comにおいて、2006年6月のPCゲームセールスランキングで11位を獲得したが、上半期・年間セールスランキングでは圏外となった。
また、本作は美少女ゲームアワード2006においてメディア支持賞を受賞しており、他の部門でも上位に食い込んだ作品である。PC NEWSの編集長である津田は、特に本作の音楽周りを高く評価しており、販売促進活動においても「ビジュアル面を強調した告知展開」が優れていたと述べている。

## 関連商品
- あまなつサウンドトラック「Aquamarine」[3]
  - 作詞・作曲：けんせい